# Eucharitolus bellus
Eucharitolus bellus là một loài bọ cánh cứng trong họ Cerambycidae.